# Adolf Vögtlin
Adolf Vögtlin (* 25. Februar 1861 in Brugg, Kanton Aargau; † 7. April 1947 in Bern, Kanton Bern) war ein Schweizer Gymnasiallehrer, Schriftsteller und Dichter.

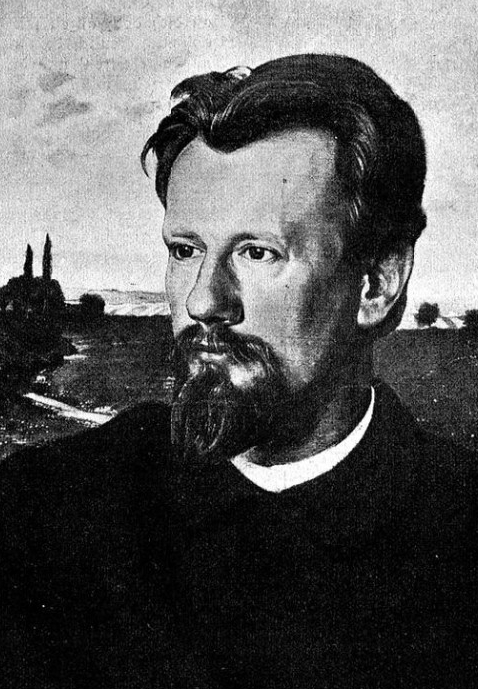
Adolf Vögtlin gemalt von Rudolf Löw

## Leben und Werk
Adolf Vögtlin, geboren 1861 in der Stadt Brugg im schweizerischen Kanton Aargau als Sohn eines Bäckers, machte eine Ausbildung zum Seidenfärber, bevor er in Genf, Basel und Strassburg die Fächer Romanistik, Germanistik sowie Kunstgeschichte und Philosophie studierte. Nach einem 18-monatigen Studienaufenthalt in England machte er 1886 seinen Doktor in Philosophie in Strassburg. Später arbeitete er zunächst als Lehrer in Basel, Küsnacht und Zürich. Während seiner Tätigkeit am Lehrerseminar in Küsnacht, wo er 1901 bis 1904 das Fach «Deutsche Sprache und Literatur» unterrichtete, hatte er seinen Wohnsitz im idyllischen Landgut Wangensbach, wo vor ihm schon die Dichter Conrad Ferdinand Meyer und Edmund Dorer ansässig gewesen waren. 1901 malte Rudolf Löw ein Portrait von Vögtlin. Seit 1897 erschienen mehrere Erzählungen von Adolf Vögtlin in verschiedenen Verlagen in Deutschland und in der Schweiz. 1914 begann er dann neben dem Schreiben von Erzählungen auch mit der Publikation von Dramen. 1924 folgte sein erster Roman unter dem Titel Manesse. Als weitere belletristische Arbeiten erschienen in den Folgejahren Romane wie Simujah, die Königsfrau, Der Scharfrichter von Eger oder Vittanova im Jahre 1930. Der Rascher Verlag in Zürich veröffentlichte 1934 mit dem Band Gesammelte Gedichte sein lyrisches Werk. 1942 erschien im Berner Scherz-Verlag sein letzter Roman Heinrich Manesses Abenteuer und Schicksale.
Während seiner Schulzeit in Aarau schloss Vögtlin verschiedene Freundschaften, unter anderem mit dem Dichtern Frank Wedekind, Johann Oskar Schibler und Walter Laué. 1879 gründeten sie dort gemeinsam den Dichterbund Senatus Poeticus. Geprägt von den Werken Gottfried Kellers, den er persönlich kannte, gab er 1914 dessen Anekdoten beim Verlag Schuster & Loeffler in Berlin heraus.
Adolf Vögtlin verstarb im April 1947 im Alter von 86 Jahren in Bern, wo er seit 1936 gelebt hatte.

## Schriften (Auswahl)

### Einzelbände
- Meister Hansjakob, der Chorstuhlschnitzer von Wettingen. Novelle. Hermann Haessel, Leipzig 1891.
- Heilige Menschen. Novellensammlung. Hermann Haessel, Leipzig 1895.
- Das letzte Haus. Erzählung. Verein für Verbreitung guter Schriften Basel, Basel 1897.
- Das Vaterwort: Nach dem Tagebuch eines Freundes. Erzählung. Stephan Geibel, Altenburg 1897.
- Das neue Gewissen. Erzählung. H. Haessel, Leipzig 1897.
- Der Thermal-Kurort Baden (Schweiz) und seine Umgebung. Sachbuch. Huber & Co., Zürich 1901.
- Pfarrherrn-Geschichten. Erzählungen. Haessel, Leipzig 1912.
- Hans Waldmann – Ein Volksdrama in 4 Aufzügen und 1 Vorspiel. Drama. Verlag Sauerländer, Aarau 1914.
- Gottfried Keller-Anekdoten. Anekdoten. Schuster & Loeffler, Berlin 1914. (als Hrsg.)
- Geschichte der deutschen Dichtung – Leitfaden für den Unterricht in den oberen Klassen der Mittelschulen. Lehrbuch. Schulthess, Zürich 1914. (als Hrsg.)
- Heimliche Sieger – 2 Knabengeschichten. Erzählungen. Huber & Co., Frauenfeld 1918.
- Der Meisterschütz. Erzählungen. Verein für Verbreitung guter Schriften, Bern 1918.
- Sephora. Novelle. Zentralstelle zur Verbreitung guter deutscher Literatur, Bad Nassau (Lahn) 1919.
- Rechte und Pflichten des schweizerischen Handelsreisenden. Sachbuch. Orell Füssli, Zürich 1919.
- Frauenschicksale. Novellen. Philipp Reclam jun., Leipzig 1922.
- Manesse. Roman. Zentralstelle, Neuhof 1923.
- Aus der Jugendzeit. Gesammelte Novelletten. Verlag Seldwyla, Zürich 1923.
- Simujah, die Königsfrau. Roman. Verlag E. Bircher, Leipzig 1924.
- Der Scharfrichter von Eger. Roman. Verlag E. Bircher, Leipzig 1925.
- Meister Hansjakob, der Chorstuhlschnitzer von Wettingen. Novelle. Verlag E. Bircher, Leipzig 1926.
- Liebesdienste. Novellen und Geschichten. Verlag E. Bircher, Leipzig 1926.
- Prometheus – Ein Vorspiel und 4 Akte. Drama. Amalthea-Verlag, Wien 1927.
- Heilige Menschen. Novellen. Verlag E. Bircher, Leipzig 1927.
- Vittanova. Roman. Huber & Co., Frauenfeld 1930.
- Der Kujon – Charakterschwank in 3 Aufzügen. Drama. Verlag Sauerländer, Aarau 1933.
- Gesammelte Gedichte. Gedichte. Rascher, Zürich 1934.
- Herz und Scherz. Novellen. Morgarten-Verlag, Zürich 1936.
- Heinrich Manesses Abenteuer und Schicksale. Roman. Scherz, Bern 1942.

### Beiträge in Anthologien und Zeitschriften
- Adolf Vögtlin: Fritz Schnider In: Die Schweiz, Bd. 8, 1904, doi:10.5169/seals-575437#488, S. 441–447.
- Heinz Helmerking (Hrsg.): Lyriker der deutschen Schweiz 1850–1950. Anthologie. Gute Schriften, Zürich 1957, S. 96–97.